# لاسلطوية معاصرة

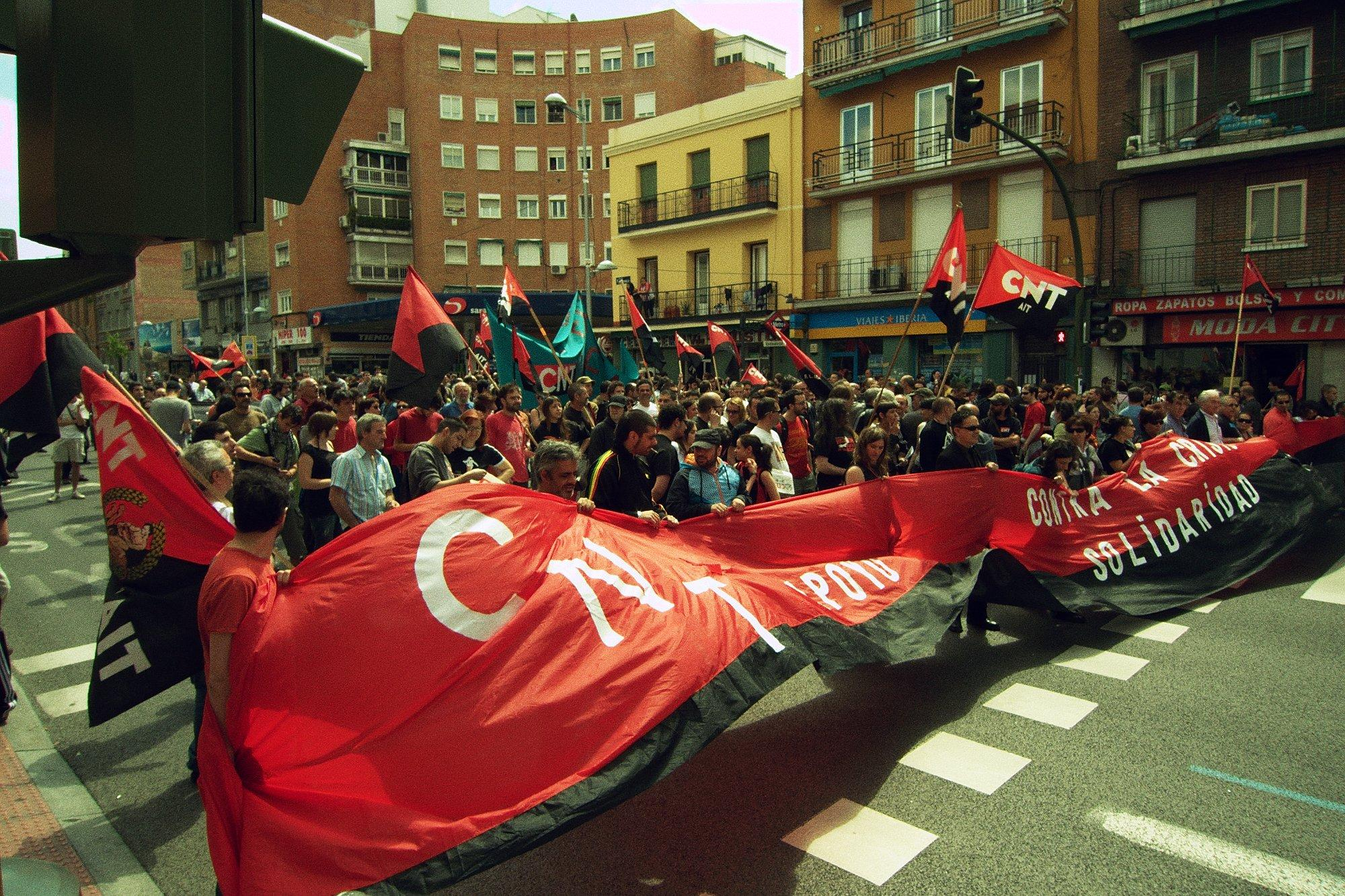
مظاهرة الكونفدرالية في 1 مايو 2010 في فالتشياديراس، مدريد.

تعني اللاسلطوية المعاصرة ضمن تاريخ اللاسلطوية الحقبة الممتدة من نهاية الحرب العالمية الثانية إلى وقتنا الحاضر. بدايةً من الثلث الأخير من القرن العشرين، انخرط اللاسلطويون في حركات ضدّ العولمة، والسلام، والاستيطان العشوائي، وحركات الإضراب الطلابية. كما شارك اللاسلطويون في الثورات العنيفة كتلك التي اندلعت في الإقليم الحر (أوكرانيا)، والنقابية الثورية في كتالونيا خلال الحرب الأهلية الإسبانية. ومنذ القرن العشرين ما زالت المنظمات السياسية اللاسلطوية مثل رابطة العمال الدولية، واتحاد العمال الصناعيين العالمي موجودة للآن. في أوساط اللاسلطوية المعاصرة، بقيت مناهضة الرأسمالية للاسلطوية الكلاسيكية حاضرةً بشدّة.
تساند المبادئُ اللاسلطوية الحركاتِ الاجتماعية الراديكالية في اليسار. ونمى الاهتمام بالحركة اللاسلطوية بالتزامن مع تنامي زخم حركة المناهضة للعولمة، والتي طبعت اللاسلطويةُ عقائدَ أبرز شبكات ناشطيها. نظرًا لصياغة الحركة التوجهَ الراديكالي في القرن الواحد والعشرين، جاء تبني المبادئ اللاسلطوية على نطاق أوسع مؤشرًا على العودة للاهتمام بها. في الوقت الحاضر، ثمة مجموعات واتجاهات ومدارس فكرية لاسلطوية متنوّعة، مما يصعّب عملية وصف الحركة اللاسلطوية المعاصرة. فعلى الرغم من وضعِ المنظرين والنشطاء «منظوماتٍ مستقرة نسبيًا من المبادئ اللاسلطوية»، لا يوجد إجماع على المبادئ الرئيسية، ويشدّد المعلقون على وجود أشكالٍ متعددة من «اللاسلطوية» (وليس «لاسلطوية» واحدة) تضمّ جميع مذاهب اللاسلطوية بمبادئ مشتركة في حين تضع كل مجموعة الأولوية لمبدأ عن آخر بشكل مختلف. إنما يُمكن اعتبار المساواة بين الجنسين مبدًا مشتركًا، مع أنها تُصنَّف كأولوية أهمّ بالنسبة للاسلطوية النسوية أكثر منها بالنسبة للاسلطوية الشيوعية.
تشمل التيارات الجديدة التي ظهرت ضمن اللاسلطوية المعاصرة فوضويّة ما بعد اللاسلطوية وما بعد اليسار. أما اللاسلطوية الجديدة فهي مصطلح يستخدمه بشكل ملحوظ العديد من الكتّاب لوصف آخرِ محاولات إحياء الفكر والممارسة اللاسلطوية. وما يميز اللاسلطوية الجديدة المعاصرة عن اللاسلطوية الجديدة في الستينيات والسبعينيات، أو عن أعمال المؤلفين الأنجلو-أمريكيين مثل موري بوكتشين، وأليكس كومفورت، وبول غودمان، وهربرت ريد، وكولن وارد، هو تركيزها على المنظور العالمي. ومن بين المقالات التي تناولت اللاسلطوية الجديدة يُذكر «الأناركيون الجدد» لديفيد غرايبر، و«نحو لاسلطوية أخرى» لأندريه غروباجيتش؛ في حين انتقد مؤلفون آخرون المصطلحَ لشدّة غموضه.
يتبنّى اللاسلطويون عمومًا موقفًا مناهضًا للسلطة القهرية بكافة أشكالها، أي «جميع أشكال الحكم المركزية والهرمية (على سبيل المثال: المَلكية، والديمقراطية التمثيلية، واشتراكية الدولة، وغيرها)، والأنظمة الطبقية الاقتصادية (مثل الرأسمالية، والبلشفية، والإقطاع، والعبودية، إلخ.)، والديانات المستبدّة (على سبيل المثال، الإسلام الأصولي، والكاثوليكية الرومانية، إلخ.)، والنظام الأبوي، والانحياز الجنسي المغاير، وسيادة البيض، والإمبريالية». إنما تختلف المدارس اللاسلطوية بشأن الأساليب الواجب اتّباعها لمعارضة هذه الأشكال. ويُعتبر مبدأ تسوية الحرية أقرب إلى منظومة الأخلاق السياسية اللاسلطوية نظرًا لتجاوزه التقاليد الليبرالية والاشتراكية على حد سواء. ويعني هذا المبدأ أن الحرية والمساواة لا يمكن تطبيقهما داخل إطار الدولة، مما يُفضي إلى التشكيك في جميع أشكال الهيمنة والتسلسل الهرمي. عززت التغطية الإخبارية المعاصرة التي ركّزت على مظاهرات البلاك بلوك عززت ارتباط اللاسلطوية التاريخي بالفوضى والعنف؛ وبالرغم من هذا، فإن الدعاية التي اكتسبتها دفعت بالمزيد من الباحثين للاشتباك الفكري مع الحركة اللاسلطوية، مع أن اللاسلطوية المعاصرة تُولي للأفعال اهتمامًا أكبر من التنظير الأكاديمي.

## تاريخ
تركت اللاسلطوية أثرها الكبير في ثقافة الستينات المضادة، وانخرط اللاسلطويون بفعاليّة في احتجاجات عام 1968 التي شملت الثورات الطلابية والعمالية. في العام 1968، تأسست جمعية الاتحادات اللاسلطوية خلال مؤتمر لاسلطوي دولي عقدته في مدينة كرارا الاتحادات الأوروبية الثلاثة: الاتحاد اللاسلطوي الفرنسي، والاتحاد اللاسلطوي الإيبري، والاتحاد اللاسلطوي الإيطالي، وكذلك الاتحاد اللاسلطوي البلغاري في المنفى الفرنسي. أما في المملكة المتحدة خلال سبعينيات القرن العشرين، فقد ارتبطت اللاسلطوية المعاصرة بحركة موسيقى بانك روك، كما يُرى في الفرق الموسيقية مثل كراس (رواد النوع الموسيقي الفرعي البانك-اللاسلطوي) وفرقة سيكس بيستلس.
أدت أزمة السكن والتوظيف في معظم أنحاء أوروبا الغربية إلى تشكيل كميونات، ومجتمعات متعمّدة، وحركات استيطان عشوائي مثل تلك الموجودة في برشلونة. في الدنمارك، احتل المستوطنون العشوائيون قاعدة عسكرية مهجورة وأعلنوا عن قيام كريستيانيا البلدة الحرة، والتي تُعدّ ملاذًا مستقلًا في قلب كوبنهاغن. امتدت العلاقة بين اللاسلطوية والبانك والاستيطان العشوائي كذلك إلى القرن الواحد والعشرين. كتب سايمون كريتشلي في كتابه «متطلِّبٌ أبدًا»: «ما مِن شك في أن لاسلطوية الستينيات كانت تحررية، ومرتبطة بالثورة الجنسية، وتحرير الغرائز الجنسية وما أسماه هربرت ماركوز«التسامي غير المكبوت». ومع ذلك، يمكن اعتبار اللاسلطوية المعاصرة قوة معارِضةً لشِبه الليبرتارية في الليبرالية الجديدة المعاصرة، حيث حولت الثورة الجنسية صناعة الثقافة إلى صناعة للجنس –اسأل نفسك، هل يوجد اليوم أي شيء أقل إفراطًا وأكثر تطبيعًا من المواد الإباحية؟ بإمكاننا القول إن اللاسلطوية المعاصرة تتمحور حول المسؤولية سواءً كانت جنسيةً، أم بيئية، أم اجتماعية-اقتصادية؛ فهي تنبع من تجربة الضمير بشأن الأشكال المتعددة التي يدمر بها الغرب باقي الحريات؛ إنها غضبٌ ذو طابع أخلاقي على التفاوت المتزايد، والإفقار والحرمان من الحقوق، والذي يمكن ملاحظته على الصعيد المحلي والعالمي».
منذ إحياء اللاسلطوية في منتصف القرن العشرين، ظهر عدد من الحركات والمذاهب الفكرية الجديدة، أحسن توثيقها روبرت غراهام في كتابه الأناركية: تاريخ وثائقي للأفكار الليبرتارية، المجلد الثاني: ظهور اللاسلطوية الجديدة (1939 – 1977). وعلى الرغم من أن ميول الحركة النسوية انتظمت على الدوام كجزء من الحركة اللاسلطوية في شكل اللاسلطوية النسوية، فقد عادت بزخمٍ كبير خلال الموجة الثانية من الحركة النسوية في الستينيات. كما أسهمت حركة الحقوق المدنية الأمريكية وحركة معارضة تدخل الولايات المتحدة في حرب فيتنام في إحياء اللاسلطوية في أمريكا الشمالية. استمدت اللاسلطوية الأوروبية في أواخر القرن العشرين جزءًا كبيرًا من قوتها من الحركة العمالية، وتبنّت كلتاهما النشاط في مجال حقوق الحيوان. افترض عالم الأنثروبولوجيا اللاسلطوي ديفيد غرايبر والمؤرخ اللاسلطوي أندريه غروباجيتش وجود انقطاعٍ بين أجيال من اللاسلطوية، إذ ثمة تناقضٍ بين أولئك «الذين لم يتخلّوا بغالبهم عن التصرفات الطائفية» التي تعود للقرن التاسع عشر والناشطين الأصغر سنًا الذين «يحظون بقدر أكبر من المعرفة، المتأتية من عدة مصادر، منها الأفكار التقليدية، والنسوية، والبيئية، والثقافية المضادة» والذين شكّلوا مع بداية القرن الواحد والعشرين «الغالبية العظمى» من اللاسلطويين.
في مطلع القرن الواحد والعشرين، تزايدت شعبية اللاسلطوية وتأثيرها بوصفها جزءًا من الحركات المناهضة للحرب، وللرأسمالية، والعولمة. اشتُهر اللاسلطويون نظرًا لمشاركتهم في الاحتجاجات ضد اجتماعات منظمة التجارة العالمية ومجموعة الثماني، والمنتدى الاقتصادي العالمي. في هذه الاحتجاجات، انخرطت بعض مجموعات اللاسلطوية في أعمال شغب، وتخريب ممتلكات، ومواجهات عنيفة مع الشرطة. انتشرت تلك الإجراءات على يد كوادر متخصصة بلا قيادة ومجهولة عُرفت باسم البلاك بلوك؛ وفي مقابل ذلك، شملت الأساليب التنظيمية السلمية الأخرى التي كانت رائدة في ذلك الوقت شملت مجموعات الاهتمامات المشتركة، والثقافة الأمنية، واستخدام الوسائل اللامركزية مثل الإنترنت. كان الحدث الأبرز في تلك الفترة هو احتجاجات سياتل ضد منظمة التجارة العالمية في العام 1999.